# St. Martin’s Island
St. Martin’s Island (beng. সেন্ট মার্টিন্স দ্বীপ) – wyspa należąca do Bangladeszu, leżąca w północno-wschodniej części Zatoki Bengalskiej, około 8 km od północno-zachodniego wybrzeża Mjanmy. Jest to najbardziej na południe wysunięte miejsce w Bangladeszu.

## Historia[1]
Pierwotnie wyspa była częścią Półwyspu Teknaf. Po zalaniu części półwyspu jego południowa część stała się wyspą. Pierwsi na wyspę w XVIII wieku przybyli arabscy kupcy, którzy nazwali ją Jazira. W czasie, gdy wyspa była częścią Indii Brytyjskich przemianowano ją na St. Martin’s Island. Obecnie lokalni mieszkańcy nazywają wyspę Narikel Jinjira, co oznacza „Wyspę Kokosową”, i Daruchini Dwip, co oznacza „Wyspę Cynamonową”. Jest to jedyna wyspa koralowa w Bangladeszu.

## Mieszkańcy
Większość z około 4000 mieszkańców utrzymuje się z rybołówstwa, a także uprawiania ryżu i kokosów. Występujące w okolicy wyspy glony są wyławiane, suszone i sprzedawane w Mjanmie. Większość mieszkańców wyspy żyje w jej północnej części.
Na wyspie znajduje się szpital, jednak w przeszłości nie pracował w nim żaden wykwalifikowany lekarz.

## Transport
Jedynym sposobem, by dostać się na wyspę jest skorzystanie z transportu wodnego. Na wyspie znajdują się wybetonowane drogi.

## Turystyka[2]
Od 1989 r. do 2004 r. jedynymi osobami, które mogły się odstać na wyspę były osoby spoza Bangladeszu. Obecnie jednak i mieszkańcy Bangladeszu mogą na nią przypłynąć.
Obecnie wyspa jest popularnym ośrodkiem turystycznym. Kursują na nią statki między innymi z Ketnaf i Koks Badźar. Części rafy koralowej otaczającej wyspę są chętnie kupowane przez turystów, jednak źle wpływa to na ogół rafy. Szacuje się, że rafa dookoła St. Martin’s Island zmniejszyła się od 1980 r. o ponad połowę.